# Плотникова, Татьяна Алексеевна
Татья́на Алексе́евна Пло́тникова (псевдоним — Таня Ларич, род. 18 апреля 1975, Волгоград, РСФСР, СССР) — российская и известная теле- и радиоведущая, мисс Волжанка, лингвист и режиссёр, актриса и виджей телеканала «Муз-ТВ» в 2000-х.

## Биография
Татьяна Плотникова родилась 18 апреля 1975 года, в Волгограде.
С детства Татьяна мечтала о сцене, и воплощала свои мечты в жизнь: стала солисткой популярной в Волгограде группы «Штурман Жорж» в 1990-х, и выступала в ночных клубах Волгограда. Тогда же окончила Волгоградский государственный социально-педагогический университет по специальности филология.
Затем окончила Всероссийский государственный институт кинематографии имени С.А.Герасимова, отделение режиссуры. Посвятила себя дипломным картинам, съёмке видеоклипов.
В 1992 году победила в конкурсе молодых исполнителей «ЮнЭстра-92» и заняла 1 место на волгоградском городском конкурсе «Мисс Волжанка-1992».

## Карьера
Начинала журналистскую карьеру на радиостанции «Европа Плюс» — «Волгоград».
С 1998 по 1999 год ведущая на радио «Европа Плюс».
В 1999 году окончательно переехала в столицу.
С 1999 по 2001 год — ви-джей канала «Муз-ТВ». Вела программы: «Вечерний звон», «Сиеста», «20» и «Парочки».
С апреля 2001 по январь 2002 года — ведущая программы «В последнюю минуту» на «ТВЦ», в паре с Александром Ковалёвым.
С 4 февраля по 12 июля 2002 года вела программу «Русские пряники» на «Русском радио», в паре с Александром Пряниковым.
С февраля 2002 по июнь 2003 года — ведущая программы «Утро на НТВ» на канале «НТВ».
С августа 2003 по июнь 2004 года — ведущая программы «Город женщин» на «Первом канале», в паре с Ларисой Кривцовой.
С 2005 по 2008 год работала на телеканале «Домашний». Вела программы: «Полезное утро», «В форме», «Детская комната», «Свободное время», «Обмани ремонт» и «Всё под контролем». В 2011—2013 годах вела программу «Удачное утро».
В 2008 году была ведущей программы «Утро командира» на телеканале «Звезда». Затем Татьяна ушла с телевидения и решила получать режиссёрское образование.
С 2013 по 2015 год — соведущая теле-шоу «В гостях у Геннадия Малахова» на «8 канале».
В 2013 году Татьяна приняла предложение «ТВ-3» и стала ведущей проекта «Все по фэн-шую». При помощи экспертов участники программы организуют своё жизненное пространство в соответствии с правилами древнекитайской науки. Благодаря общению с мастерами по фэншуй, Татьяна Плотникова взяла псевдоним Таня Ларич.
С сентября 2016 по 2018 год вела программу «Русские перцы» на «Русском радио», вместе с Антоном Юрьевым и Димой Морозовым.
С 2019 по 2020 год вела программу «Зона VIP» на радио «Русский хит».

## Фильмография
- 2005 — Даша Васильева 4. Любительница частного сыска: Домик тётушки лжи
- 2005 — Даша Васильева 4. Любительница частного сыска: Привидение в кроссовках